# Nikola Topić
Nikola Topić (Servisch: Никола Топић) (Novi Sad, 10 augustus 2005) is een Servisch basketballer die sinds 2024 uitkomt voor de Oklahoma City Thunder.

## Carrière
Topić maakte zijn debuut op het hoogste niveau in maart 2022 bij KK Rode Ster Belgrado in de ABA League. Hij was tijdens zijn debuut goed voor 4 punten en 5 assists en werd hiermee de jongste schutter in de geschiedenis van KK Rode Ster Belgrado in de ABA League. Enkele dagen later, op 1 april 2022, maakte Topić zijn debuut in de EuroLeague. Bij de start van het seizoen 2022/23 werd Topić uitgeleend aan KK Slodes, waarvan hij al snel terug keerde. Later in het seizoen werd Topić opnieuw uitgeleend, dit keer aan OKK Belgrado in de Servische competitie. 
In juli 2023 tekende Topić zijn eerste profcontract bij KK Rode Ster Belgrado. Al snel werd hij echter weer uitgeleend aan KK Mega Basket in de ABA League. In 13 wedstrijden voor KK Mega was Topić goed voor een gemiddelde van 18,6 punten, 6,9 assists en 3,7 rebounds. Hij keerde in december 2023 terug naar Rode Ster Belgrado. Op het einde van het seizoen werd Topić gekozen tot ABA League Top Prospect, een prijs voor de beste speler jonger dan 22 jaar. Op 27 mei 2024 liep Topić tijdens een wedstrijd tegen KK Partizan een zware blessure op aan de voorste kruisband.
In juni 2024 stelde Topić zich kandidaat voor de NBA draft waarin hij, ondanks zijn zware blessure, als 12e werd gekozen door de Oklahoma City Thunder. Op 6 juli 2024 tekende Topić een contract bij de Oklahoma City Thunder. Even later maakte Oklahoma bekend dat Topić een operatie zou ondergaan aan de kruisband en daardoor het hele seizoen 2024/25 zou missen. Ondanks het feit dat hij geen enkele wedstrijd kon aantreden, werd Topić met de Oklahoma City Thunder voor het eerst in zijn loopbaan NBA-kampioen. Hij werd hiermee de derde jongste speler in de NBA-geschiedenis die een NBA-titel kon behalen.

## Erelijst
- NBA-kampioen: 2025
- Kampioen ABA League: 2022, 2024
- ABA League Top Prospect: 2024
- Servische kampioen: 2024
- Servisch bekerwinnaar: 2024

## Statistieken

### Euroleague
| Seizoen  | Team                  | WG | WS | MPW  | FG%  | 3P%  | FW%   | RPW | APW | SPW | BPW | PPW |
| -------- | --------------------- | -- | -- | ---- | ---- | ---- | ----- | --- | --- | --- | --- | --- |
| 2021/22  | KK Rode Ster Belgrado | 1  | 0  | 2,0  | 0,0  | -    | -     | -   | -   | -   | -   | 0,0 |
| 2022/23  | KK Rode Ster Belgrado | 2  | 0  | 4,0  | 0,0  | 0,0  | -     | 1,0 | 0,5 | -   | -   | 0,0 |
| 2023/24  | KK Rode Ster Belgrado | 2  | 2  | 15,0 | 37,5 | 0,0  | 100,0 | 1,5 | 3,5 | 0,5 | -   | 3,5 |
| Carrière | Carrière              | 5  | 2  | 8,2  | 27,3 | 0,00 | 100,0 | 1,0 | 1,6 | 0,2 | -   | 1,4 |